# Bakir Tuzlić
Bakir-beg Tuzlić (1872 Dolní Tuzla, osmanská říše – 17. května 1910 Tuzla, Bosna a Hercegovina) byl bosenskohercegovský velkostatkář a politik bosňáckého původu.

## Životopis
Narodil se do tradiční a zámožné muslimské rodiny z Dolní Tuzly.
V Istanbulu absolvoval Galatasarayské lyceum, ve Vídni pak Tereziánskou akademii. V rakouské metropoli se zapsal na studium práv, ale to předčasně ukončil a vydal se na dráhu profesionálního vojáka. Za jediný rok složil důstojnickou zkoušku a nato byl aktivním vojákem, husarským důstojníkem a posléze oberleutnantem (nadporučíkem). Po propuštění z armády se věnoval správě nemalého rodového majetku.
Počátkem 20. století se zapojil do boje muslimů o náboženskou a školskou autonomii v Bosně a Hercegovině. Roku 1906 se podílel na vzniku Muslimské národní organizace a působil v jejím výkonném výboru.
Roku 1910 kandidoval za Muslimskou národní organizaci v prvních volbách do bosenského zemského sněmu, saboru, a to v druhé, městské kurii za Tuzlanský okruh, ale čtyři dny před samotným volebním kláním zemřel.
Bakir-beg se roku 1899 oženil se Šuhret, dcerou bohatého statkáře Ragib-bega Džiniće. Spolu přivedli na svět čtyři dcery: Rašidu (vdala se za doktora Ahmed-bega Rizvanbegoviće), Lebibu (vdala se za doktora Mahmuda Mehmedbašiće), Ifaketu (vdala se za Sead-bega Kuloviće, později za Suljagu Salihagiće) a Šemsu (vdala se za doktora Aliju Mehmedbašiće).